# 2016년 대만의 텔레비전 드라마 목록
다음은 2016년에 타이완의 텔레비전에서 방송되었던 드라마 프로그램을 나열한 목록이다.

## 작품 목록
- 《1989일념간》
- 《High 5 제패청춘》
- 《가유! 미령》
- 《곤석애정고사》
- 《다상 순췌년대》
- 《대인정가》
- 《독가보표》
- 《랑왕자》
- 《미호년대》
- 《부사덕적미소》
- 《비어고교생》
- 《섭소천》
- 《아적극품남우》
- 《아화아적십칠세》
- 《악작극지문》
- 《양애비양》
- 《여짐친림》
- 《원래1가인》
- 《유감병도》
- 《종극유협》
- 《종극일반 4》
- 《필승연습생》
- 《행복불이가》
- 《화차정인》
- 《황은호탕》
- 《후채조적찬란시대》

## 같이 보기
- 타이완의 텔레비전 드라마 목록
- 2010년대 타이완의 텔레비전 드라마 목록